# Irische Cricket-Nationalmannschaft gegen Afghanistan in der Saison 2023/24
Die Tour der irischen Cricket-Nationalmannschaft gegen Afghanistan in der Saison 2023/24 fand vom 28. Februar bis zum 18. März 2024 in den Vereinigten Arabischen Emiraten statt. Die internationale Cricket-Tour war Bestandteil der Internationalen Cricket-Saison 2023/24 und umfasste einen Test, drei One-Day Internationals und drei Twenty20s. Irland gewann die Test-Serie 1–0, während Afghanistan die ODI-Serie 3–0 und die Twenty20-Serie 2–1 gewann.

## Vorgeschichte
Afghanistan bestritt zuvor eine Tour gegen Sri Lanka, Irland gegen Simbabwe. Das letzte Aufeinandertreffen der beiden Mannschaften bei einer Tour fand in der Saison 2022 in Irland statt.

## Stadien
Die folgenden Stadien wurden für die Tour als Austragungsorte vorgesehen.
| Stadion                             | Stadt     | Kapazität | Spiele                   |
| ----------------------------------- | --------- | --------- | ------------------------ |
| Tolerance Oval                      | Abu Dhabi | 05.000    | 1. Test                  |
| Sharjah Cricket Association Stadium | Sharjah   | 27.000    | 1. – 3. ODI; 1. – 3. T20 |

## Kaderlisten
Irland benannte seinen Kader am 6. Februar 2024.
Afghanistan benannte seinen Test-Kader am 26. Februar 2024 und seinen ODI-Kader am 1. März 2024.
| Test | Test | ODI | ODI | Twenty20 | Twenty20 |
| Afghanistan | Irland | Afghanistan | Irland | Afghanistan | Irland |
| --- | --- | --- | --- | --- | --- |
| - Hashmatullah Shahidi (K) - Rahmat Shah (VK) - Ikram Alikhil (wk) - Khalil Gurbaz - Rahmanullah Gurbaz (wk) - Mohammad Ibrahim - Nasir Jamal - Karim Janat - Zahir Khan - Abdul Malik - Nijat Masood - Bahir Shah - Ibrahim Zadran - Naveed Zadran - Noor Ali Zadran - Zia-ur-Rehman | - Andrew Balbirnie (K) - Mark Adair - Curtis Campher - George Dockrell - Matthew Foster - Graham Hume - Andy McBrine - Barry McCarthy - James McCollum - Peter Moor (wk) - Paul Stirling - Harry Tector - Lorcan Tucker (wk) - Theo van Woerkom - Craig Young | - Hashmatullah Shahidi (K) - Rahmat Shah (VK) - Noor Ahmad - Ikram Alikhil (wk) - Fazal Haq Farooqi - Allah Mohammad Ghazanfar - Rahmanullah Gurbaz (wk) - Riaz Hassan - Nangeyalia Kharote - Farid Ahmad Malik - Mohammad Nabi - Gulbadin Naib - Azmatullah Omarzai - Bilal Sami - Ibrahim Zadran - Naveed Zadran | - Paul Stirling (K) - Mark Adair - Andrew Balbirnie - Curtis Campher - Gareth Delany - George Dockrell - Matthew Foster - Graham Hume - Andy McBrine - Barry McCarthy - Neil Rock (wk) - Harry Tector - Lorcan Tucker (wk) - Theo van Woerkom - Craig Young | - Rashid Khan (K) - Fareed Ahmad - Ijaz Ahmad - Noor Ahmad - Sediqullah Atal (wk) - Fazalhaq Farooqi - Rahmanullah Gurbaz (wk) - Naveen-ul-Haq - Mohammad Ishaq - Nangeyalia Kharote - Wafadar Momand - Mohammad Nabi - Azmatullah Omarzai - Mujeeb Ur Rahman - Ibrahim Zadran | - Paul Stirling (K) - Mark Adair - Ross Adair - Andrew Balbirnie - Curtis Campher - Gareth Delany - George Dockrell - Graham Hume - Josh Little - Barry McCarthy - Neil Rock (wk) - Harry Tector - Lorcan Tucker (wk) - Ben White - Craig Young |

## Test in Abu Dhabi
| 28. Februar – 1. März Scorecard | Abu Dhabi | Afghanistan 155 (54.5) & 218 (75.4) | – | Irland 263 (83.4) & 111-4 (31.3) |
|                                 |           | Irland gewinnt mit 6 Wickets        |   |                                  |

Afghanistan gewann den Münzwurf und entschied sich als Schlagmannschaft zu beginnen. Für sie bildete Eröffnungs-Batter Ibrahim Zadran zusammen mit dem vierten Schlagmann Hashmatullah Shahidi eine Partnerschaft. Shahidi schied nach 20 Runs aus und Zadran verlor sein Wicket nach einem Fifty über 53 Runs. Daraufhin kam Karim Janat aufs Feld und an seiner Seite erzielte Naveed Zadran 12 Runs. Janat beendete daraufhin das Innings ungeschlagen nach 41* Runs und erhöhte die Run-zahl für Afghanistan nach dem ersten Innings auf 155 Runs. Bester irischer Bowler war Mark Adair mit 5 Wickets für 39 Runs. Für Irland formte Eröffnungs-Batter Peter Moor zusammen mit Curtis Campher eine Partnerschaft. Moor gelangen 12 Runs, woraufhin Harry Tector ins Spiel kam. Campher schied nach 49 Runs aus und nachdem Paul Stirling aufs Feld kam, endete der Tag beim Stand von 100/4. Am zweiten Spieltag schied Tector nach 32 Runs aus und wurde durch Lorcan Tucker ersetzt. Stirling erreichte ein Fifty über 52 Runs und wurde durch Andy McBrine ersetzt. Tucker konnte 46 Runs erzielen und der ihm folgende Mark Adair 15 Runs. McBrine verlor das letzte Wicket des Innings nach 38 Runs und erhöhte so den irischen Vorsprung auf 108 Runs. Beste afghanische Bowler waren Zia-ur-Rehman mit Wickets für 64 Runs und Naveed Zadran mit 3 Wickets für 59 Runs. Für Afghanistan begannen Ibrahim Zadran und Noor Ali Zadran das zweite Innings. Ibrahim Zadran gelangen 12 Runs und nachdem Hashmatullah Shahidi aufs Feld kam, verlor auch Noor Ali Zadran nach 32 Runs sein Wicket. Dieser wurde durch Rahmanullah Gurbaz ersetzt und der Tag endete beim Stand von 134/3. Am dritten Spieltag schied Shahidi nach einem Fifty über 55 Runs aus und der hineinkommende Karim Janat erreichte 13 Runs. Kurz darauf verlor Gurbaz nach 46 Runs sein Wicket und Zia-ur-Rehman formte mit Naveed Zadran eine weitere Partnerschaft. Rehman gelangen 13 Runs und zadran verlor das letzte Wicket des Innings nach 25 Runs und setzte so die Vorgabe für Irland auf 111 Runs. Beste irische Bowler waren mit jeweils drei Wickets Craig Young (für 24 Runs), Barry McCarthy (für 48 Runs) und Mark Adair (für 56 Runs). Irland verlor früh drei Wickets, bevor sich die Partnerschaft zwischen Andy Balbirnie und Paul Stirling formte. Stirling gelangen 14 Runs, bevor Balbirnie zusammen mit Lorcan Tucker die Vorgabe im 32. Over einholen konnte und so damit den ersten Test-Sieg für Irland überhaupt sicherten. Balbirnie erzielte dabei ein Fifty über 58 Runs und Tucker 27 Runs. Bester afghanischer Bowler war Naveed Zadran mit 2 Wickets für 31 Runs. Als Spieler des Spiels wurde Mark Adair ausgezeichnet.

## One-Day Internationals

### Erstes ODI in Sharjah
| 7. März Scorecard | Sharjah | Afghanistan 310-5 (50)          | – | Irland 275-8 (50) |
|                   |         | Afghanistan gewinnt mit 35 Runs |   |                   |

Irland gewann den Münzwurf und entschied sich als Feldmannschaft zu beginnen. Für Afghanistan bildeten die Eröffnungs-Batter Rahmanullah Gurbaz und Ibrahim Zadran eine Partnerschaft. Zadran erzielte ein Fifty über 60 Runs und der hineinkommende Azmatullah Omarzai erreichte 19 Runs. Gurbaz verlor kurz darauf sein Wicket nach einem Century über 121 Runs aus 117 Bällen. Daraufhin bildeten Mohammad Nabi und Hashmatullah Shahidi eine weitere Partnerschaft. Nabi schied nach 40 Runs aus, während Shahidi das Innings ungeschlagen mit einem Fifty über 50* Runs beenden konnte. Bester irischer Bowler war Theo van Woerkom mit 3 Wickets für 55 Runs. Irland verlor früh drei Wickets, bevor Harry Tector und Lorcan Tucker eine Partnerschaft formten. Tucker schied nach einem Fifty über 85 Runs aus, jedoch konnte sich kein weiterer Batter an der Seite von Tector etablieren. Tector verlor dann sein Wicket im letzten Over nach einem Century über 138 Runs aus 147 Bällen, was jedoch nicht ausreichte, um die Vorgabe einzuholen. Bester irischer Bowler war Fazalhaq Farooqi mit 4 Wickets für 51 Runs. Als Spieler des Spiels wurde Rahmanullah Gurbaz ausgezeichnet.

### Zweites ODI in Sharjah
| 9. März Scorecard | Sharjah | Afghanistan    | – | Irland |
|                   |         | Spiel abgesagt |   |        |

Das Spiel wurde auf Grund von anhaltenden Regenfällen abgesagt.

### Drittes ODI in Sharjah
| 12. März Scorecard | Sharjah | Afghanistan 236-9 (50)           | – | Irland 119 (35) |
|                    |         | Afghanistan gewinnt mit 117 Runs |   |                 |

Irland gewann den Münzwurf und entschied sich als Feldmannschaft zu beginnen. Für Afghanistan bildeten die Eröffnungs-Batter Rahmanullah Gurbaz und Ibrahim Zadran. Zadran schied nach 22 Runs aus und wurde durch Hashmatullah Shahidi ersetzt. Gurbaz erreichte daraufhin ein Fifty über 51 Runs und der ihm folgende Mohammad Nabi 48 Runs. Nachdem Shahidi sein Wicket nach einem Fifty über 69 Runs verloren hatte, konnte Nangeyalia Kharote noch 10 Runs hinzufügen und so die Vorgabe auf 237 Runs zu erhöhen. Bester irischer Bowler war Mark Adair mit 3 Wickets für 51 Runs. Für Irland formte der Eröffnungs-Batter Paul Stirling zusammen mit dem dritten Schlagmann Curtis Campher eine Partnerschaft. Stirling konnte ein Fifty über 50 Runs erzielen und nachdem Campher 43 Runs erreicht hatte, konnte sich kein weiterer Batter mehr etablieren. So verpasste Irland nachdem sie im 35. Over ihr Wicket verloren die Vorgabe deutlich. Beste afghanische Bowler waren Mohammad Nabi mit 5 Wickets für 17 Runs und Nangeyalia Kharote mit 4 Wickets für 30 Runs. Als Spieler des Spiels wurde Mohammad Nabi ausgezeichnet.

## Twenty20 Internationals

### Erstes Twenty20 in Sharjah
| 15. März Scorecard | Sharjah | Irland 149-6 (20)          | – | Afghanistan 111 (18.4) |
|                    |         | Irland gewinnt mit 38 Runs |   |                        |

Afghanistan gewann den Münzwurf und entschied sich als Feldmannschaft zu beginnen. Für Irland bildeten die Eröffnungs-Batter Andy Balbirnie und Paul Stirling eine Partnerschaft. Balbirnie erreichte 22 Runs und wurde durch Harry Tector ersetzt. Stirling schied daraufhin nach 25 Runs aus und an der Seite von Tector erzielte Gareth Delany 16 Runs. Zusammen mit Mark Adair konnte Tector dann ungeschlagen das Innings beenden und die Vorgabe auf 150 Runs setzen. Tector erzielte dabei ein Fifty über 56* Runs und Adair 10* Runs. Bester afghanischer Bowler war Rashid Khan mit 3 Wickets für 19 Runs. Für Afghanistan verlor die Eröffnungs-Batter früh ihre Wickets. Daraufhin formten Ibrahim Zadran und Mohammad Ishaq eine Partnerschaft. Ishaq schied nach 32 Runs aus und Zadran nach 11 Runs. Denen folgte die Partnerschaft von Mohammad Nabi und Ijaz Ahmad Ahmadzai. Ahmadzai erreichte 16 Runs und Nabi 25 Runs. Naveen-ul-Haq konnte, bis er das letzte Wicket des Spiels verlor 13 Runs erzielen, womit die Niederlage Afghanistan feststand. Beste irische Bowler waren Ben White mit 4 Wickets für 20 Runs und Josh Little mit 3 Wickets für 18 Runs. Als Spieler des Spiels wurde Ben White ausgezeichnet.

### Zweites Twenty20 in Sharjah
| 17. März Scorecard | Sharjah | Afghanistan 152-9 (20)          | – | Irland 142-8 (20) |
|                    |         | Afghanistan gewinnt mit 10 Runs |   |                   |

Afghanistan gewann den Münzwurf und entschied sich als Schlagmannschaft zu beginnen. Für sie bildete Eröffnungs-Batter Sediqullah Atal mit dem fünften Schlagmann Mohammad Nabi eine Partnerschaft. Atal erreichte 35 Runs und Nabi ein Fifty über 59 Runs. Von den verbliebenen Batter konnte Rashid Khan 25 Runs erzielen, bevor das Innings mit einer Vorgabe über 153 Runs für Irland endete. Bester irischer Bowler war Mark Adair mit 3 Wickets für 27 Runs. Für Irland begannen die Eröffnungs-Batter Andy Balbirnie und Paul Stirling. Stirling erzielte 24 Runs und der ihm folgende Lorcan Tucker 10 Runs. Balbirnie schied nach 45 Runs, bevor Gareth Delany mit dem letzten ball des Innings sein Wicket nach 39 Rusn verlor, was jedoch nicht reichte, um die Vorgabe einzuholen. Bester afghanischer Bowler war Rashid Khan mit 4 Wickets für 14 Runs. Als Spieler des Spiels wurde Rashid Khan ausgezeichnet.

### Drittes Twenty20 in Sharjah
| 18. März Scorecard | Sharjah | Afghanistan 155-7 (20)          | – | Irland 98 (17.2) |
|                    |         | Afghanistan gewinnt mit 57 Runs |   |                  |

Afghanistan gewann den Münzwurf und entschied sich als Schlagmannschaft zu beginnen. Für sie bildete Eröffnungs-Batter Sediqullah Atal mit dem fünften Schlagmann Ibrahim Zadran eine Partnerschaft. Atal gelangen 19 Runs und der ihm folgende Mohammad Ishaq 27 und Ijaz Ahmad Ahmadzai 10 Runs. Zadran beendete das Innings ungeschlagen nach einem Fifty über 72* Runs und setzte so die Vorgabe für Irland auf 156 Runs. Sechs irische Bowler erzielten jeweils ein Wicket. Irland verlor früh drei Wickets, bevor Harry Tector und Curtis Campher eine Partnerschaft formten. Tector erreichte 16 Runs, woraufhin Gareth Delany ins Spiel kam. Campher erzielte 28 Runs und Delany schied nach 21 Runs aus, was jedoch nicht ausreichte die Vorgabe zu gefährden. Beste afghanische Bowler waren Azmatullah Omarzai mit 4 Wickets für 9 Runs und Naveen-ul-Haq mit 3 Wickets für 10 Runs. Als Spieler des Spiels wurde Ibrahim Zadran ausgezeichnet.

## Auszeichnungen

### Player of the Series
Als Player of the Series wurden der folgende Spieler ausgezeichnet.
| Serie    | Player of the Series |
| -------- | -------------------- |
| Test     | –                    |
| ODI      | Rahmanullah Gurbaz   |
| Twenty20 | Rashid Khan          |

### Player of the Match
Als Player of the Match wurden die folgenden Spieler ausgezeichnet.
| Spiel   | Player of the Match |
| ------- | ------------------- |
| 1. Test | Mark Adair          |
| 1. ODI  | Rahmanullah Gurbaz  |
| 2. ODI  | –                   |
| 3. ODI  | Mohammad Nabi       |
| 1. T20  | Ben White           |
| 2. T20  | Rashid Khan         |
| 3. T20  | Ibrahim Zadran      |